# 浄水器

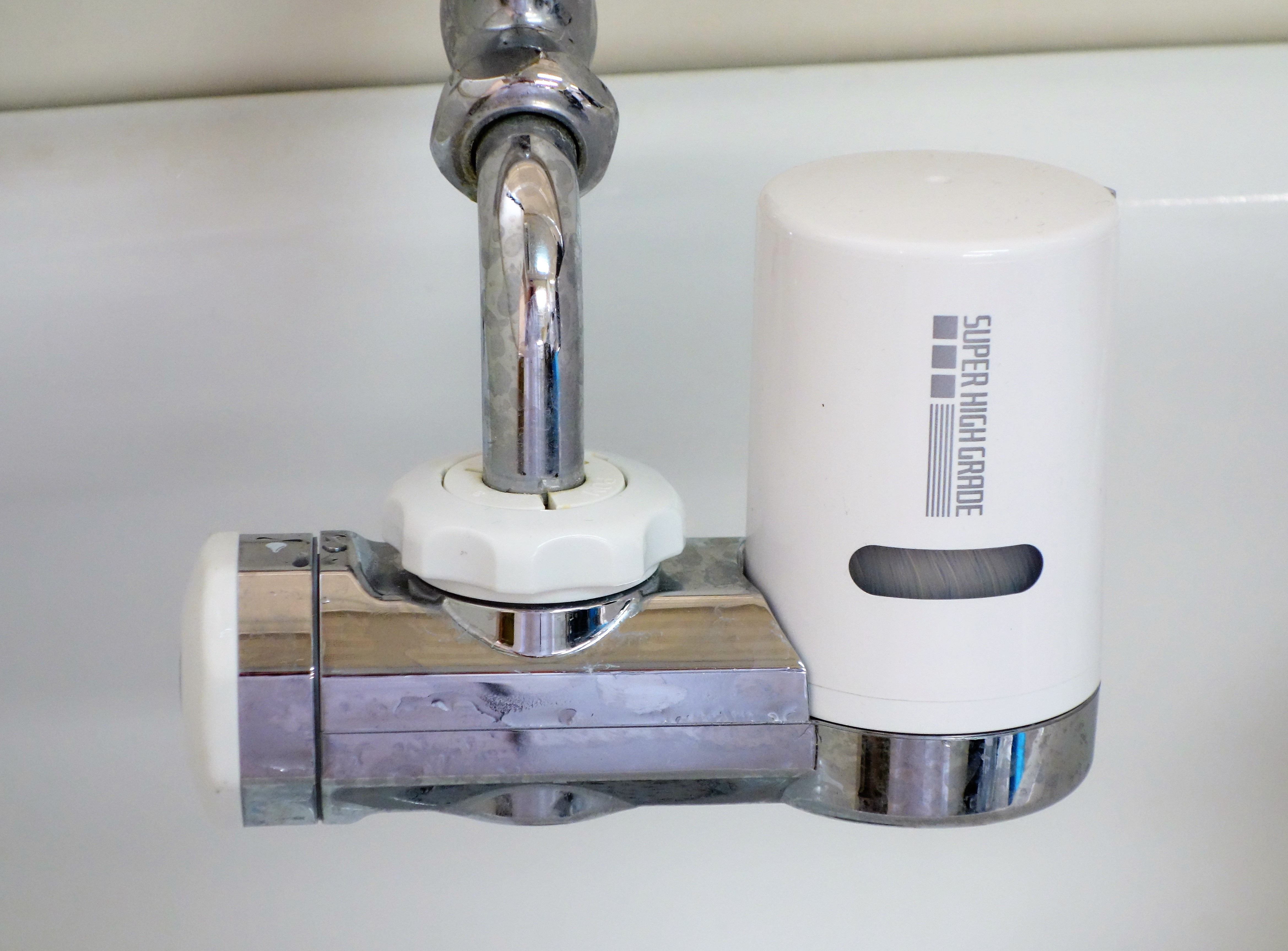
蛇口取り付けタイプ。活性炭、中空糸膜、イオン交換体を使用した製品。三菱ケミカル製。

浄水器（じょうすいき）は、水道水に含まれる塩素や有機物を除去または減少させるための装置。

## 概要
日本産業規格（JIS S 3201）では「ろ材又は逆浸透膜を用いて水道水中の溶存物質などを減少させる機能をもつ水処理器具」と定義され、日本では家庭用品品質表示法の適用対象とされており雑貨工業品品質表示規程に定めがある。
取り除く対象は構成される各機能によって異なるが、有機物、次亜塩素酸およびこれに由来する化合物、カルシウムイオンやマグネシウムイオン、金属イオンなどの溶解物質、または微生物や微粒子などを減少させる。日本の水道水に対しては基本的に必要性が低いと考えられているが、水道水に含まれる総トリハロメタンなどには発癌性や催奇形性が疑われているため、長期的な健康被害を考慮して使用される場合も多くなっている。
類似の機能を持つ家庭用製品に浄水蛇口があるが、こちらは除去能力が低い代わりに構造が単純で安価である。

## 使用目的
日本の水道水には水道法の定めにより、必ず次亜塩素酸が給水栓（例えば各家庭の蛇口）の時点で残留するように添加されている（残留塩素の項を参照）。このためウイルスや、大腸菌をはじめとする有害な微生物、有機物などは混入していても既に無害化されている筈であり、本来浄水器で取り除くべき対象とは言えない。万が一混入しているとすれば、集合住宅（マンション）などで清掃などきちんと管理（メンテナンス）されていない貯水槽（給水タンク）の存在や給水管の腐食劣化などの汚染源があるためであり、これを取り除くことが先決である。
次亜塩素酸と不純物とが反応して生じた、トリハロメタンなどの化合物には発癌性があるとされ、日本では浄水器の主な目的はこの化合物の除去にある、とされる。しかし、実際に日本の水道水では、残留トリハロメタン濃度に対して、厚生労働省令によってWHO勧告より厳しい水質基準が設けられており、それ以上を取り除く必要があるという科学的な定説は未だに示されていない。また実際に日本の水道水で次亜塩素酸化合物によって人体に何らかの被害が発生したとの報告も皆無である。この点で浄水器の効果に対する評価は未だ一様ではない。次亜塩素酸そのものは、人体内で胃酸によって塩化水素、すなわち胃酸自体の主成分に変化し、水道水では含まれる量も少ないことから、これを飲み続けてもまず害はない。
クリプトスポリジウムなど次亜塩素酸に強い一部の原虫は、1996年に埼玉県入間郡越生町で発生した水道水による集団感染をきっかけに注目され、浄水器の普及を促す要因のひとつとなった。しかしその後、全国の浄水場で原虫に対する管理（濁度0.1度以下）が徹底されるようになったため、最近の日本の水道水ではまず混入はないと考えられる。
河川水中に生育する一部の藻類や菌類によって生じるゲオスミンなどの物質は、浄水場の次亜塩素酸処理で除去しきれずに水道水に混入することがあり、人間の鼻はこの臭いに鋭敏でいわゆるカビ臭として認識されるため、これを取り除くことも浄水器の目的とされる。ただ、こうした物質は水道水に含まれる程度の量ではまず人体に無害であり、また最近では浄水場でオゾン処理などのカビ臭対策が普及してきているため、問題にされることは少なくなってきている。
他に、水道水には水道管や貯水槽（給水タンク）が古くなって劣化することなどにより金属などの不純物（さびなど）が混じっていることがあり、これらを取り除くことも浄水器の目的とされる。また、開発途上国などで水道水の殺菌や不純物の除去が不完全である場合は、それぞれの水質に適した機能を持つ浄水器が要求される。
ヒトのPFAS摂取の主な原因は、PFAS で汚染された水である。PFAS は、特定の癌、腎臓、肝臓、甲状腺、免疫系の損傷、糖尿病、心血管疾患、および肥満の原因となる。ハーバード大学医学部によるとこのような危険な PFAS がまだ使用されている理由の1つは、会社側の金の力の圧力である。水フィルターを使用することは、これらの厄介なPFASを取り除く効果的な方法である。

## 機能と原理
精密ろ過膜やフィルタは、水道管またはタンクの劣化などによる不純物の除去、また孔径が概ね1マイクロメートル以下であればクリプトスポリジウムなどの原虫の除去に有効である。上述の通り日本の水道水には給水栓の時点で次亜塩素酸が残留するように添加されているため、1マイクロメートル以下の大きさの物質が阻止されていなくても、少なくとも衛生上の問題が生じることはない。
活性炭は、次亜塩素酸と反応して僅かずつ失われながら、次亜塩素酸の分解触媒として作用する。また同時に、活性炭表面の無数の細かい孔が水中のトリハロメタンやゲオスミン（Geosmin）をはじめとする様々な不純物を吸着してゆく。このため、その寿命は通水した量や時間には必ずしも関係なく、活性炭が不純物を吸着し終った時点である。また、長期間使用しているとその細かい孔の中で微生物が増殖するため、製造段階で殺菌のための銀などを蒸着または噴霧しておくが、それでも時間が経つと微生物が発生してくることは避けられない。よって、活性炭の寿命はこれらを総合的に考え合わせてメーカーごとに決められている。
逆浸透膜は、水分子だけを透過させ、その他の物質の殆どを、表面および内部をも使って阻止して濃縮水として排出する。使用中に膜の表面が不純物で覆われてくることと、特定の金属イオンなど膜を劣化させる物質（膜の素材により異なる）が流入することによって次第に処理水量やイオンの阻止率が低下してくるが、その寿命は使用水圧や水質、水温などによって大きく異なるため一概には言えない。実際に使用する場合は寿命を延ばす目的で、最初に粗処理のフィルタ、次に中間処理として活性炭を通し、最終処理として逆浸透膜を使うのが一般的である。
日本では少ないが、浄水器でイオンの除去にイオン交換樹脂を使う場合もあり、これをイオン交換式純水器、または単に純水器と呼ぶ。イオン交換樹脂には陽イオン交換樹脂（自身が持つ水素イオンを水中の陽イオンと置き換える）と陰イオン交換樹脂（自身が持つ水酸化物イオンを水中の陰イオンと置き換える）とがあり、水素イオンまたは水酸化物イオンが放出され終わるとイオン交換樹脂を交換、または強酸や強アルカリを使った再生が必要になる。但し、イオン交換樹脂には原則として、イオン以外の微生物や有機物、金属などを阻止する能力は無いので、注意が必要である。
イオン交換式純水器に似たものとして軟水器があるが、これは水中のカルシウムイオンやマグネシウムイオンなど陽イオンをナトリウムイオンに置き換える（陰イオンは変化しない）ものであり、再生が食塩水で簡単に行えて安全性が高く環境負荷も低い反面、水中のイオンの総量を変えるものではないことに留意する必要がある。
アルカリイオン整水器については、アルカリイオン水の項を参照されたい。
殺菌灯は、紫外線を照射することで殺菌を行う。以前はランプの交換が必要であったためランニングコストが高かったが、現在は長寿命の紫外線LEDを採用する浄水器も登場している。米国規格にNSF/ANSI 55があり、アムウェイやWaterlogicなどの米国メーカーがそれに適合する浄水器を販売している。

## 形状・設置・入手方法
利用方法は、水道の蛇口に取り付けるものが多いが、中には屋内配管に組み込むものもある（ビルトインタイプ）。ビルトインタイプは、システムキッチンに組み込まれて、メインの水道栓の他に浄水用の水道栓を持つものが多い（アンダーシンク型）。フィルタ部分をシンクの下に組み込むことができるので、フィルタを大きくでき、交換間隔を減らせるというメリットがある。
汲み置きができるポット型や、災害用のものにはストロー型もある。
製品によっては、アルカリイオン水を生成できるもの（アルカリイオン水生成機）や、大腸菌などの有害菌や鉛などの重金属も除去できる性能を有するものもある。
一般的なものは、ホームセンターや家電量販店などで数千～数万円程度で入手可能であるが、訪問販売や催眠商法で販売される物の中には価格が数十万円～数百万円もする物もある。また水道局関係を騙って「水道水が汚染されている云々」といったセールストークで販売する手法が採られるものなど、いわゆる悪徳商法といえるものもある。消費生活センターや国民生活センターへの苦情が多い品目でもある。

## 製造メーカー
- アムウェイ
- キッツマイクロフィルター
- グランドデュークス
- グローエ
- KVK
- コロナ工業
- SANEI
- suiro
- ゼンケン
- タカギ
- ダイト薬品
- ダスキン
- テライヨン
- TOTO
- 東レ
- 日本ガイシ
- パナソニック
- 早川バルブ製作所
- BWT
- ブリタ
- マルチピュア
- 三菱ケミカル・クリンスイ
- メイスイ
- ヤマハリビングテック
- ヤンマー
- LIXIL

（アイウエオ順）